# Endoszkóp

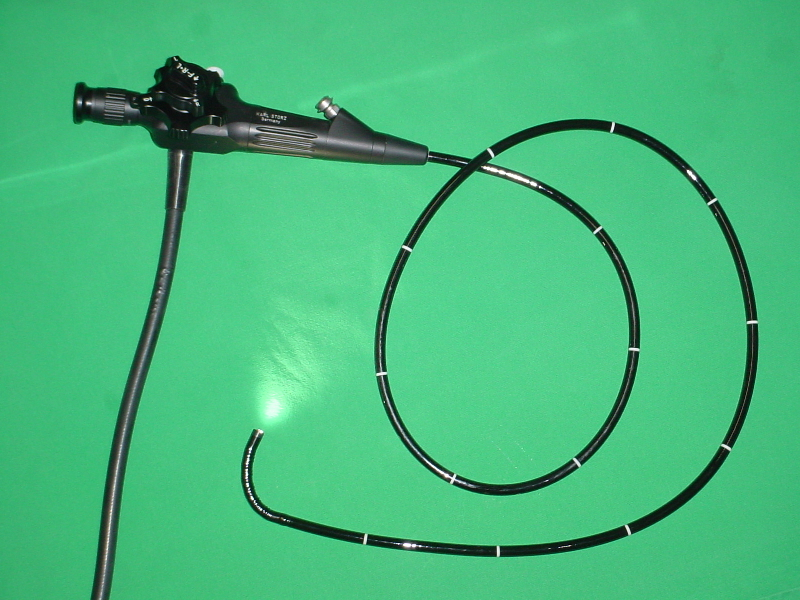
Az optikai szálak elmélete alapján készített hajlékony fényvezetőjű endoszkóp

Az endoszkóp az endoszkópia területén használatos orvosi (diagnosztikai) műszer. Iparban - műszaki életben használatos változata a boroszkóp, amely például ipartermékek belső részének a megtekintésére szolgálhat olyan esetekben, amikor közvetlen megfigyelésre nincs lehetőség.

## Az endoszkóp alkatrészei
- Merev, vagy hajlékony cső
- Fényforrás a megvizsgálandó szerv, vagy egy a megfigyeléssel kapcsolt operáció színhelyének megvilágítására
- A megfigyelt tárgy képét a megfigyelésre alkalmassá tevő optikai lencserendszer
- Az operációra szolgáló orvosi műszerek számára alkalmas csatorna.

## Felhasználási területe
- Gasztrointesztinális csatorna
  - nyelőcső, gyomor, duodénum
  - vékonybél
  - vastagbél, végbél
  - epecsatorna
- Légzésrendszer
  - orr
  - légcsövek
- Vizeleti csatorna
- Női reprodukciós rendszer
  - méhnyak
  - méh
  - Fallop-kürtök
- Normálisan zárt testrészek
  - abdominális üreg
  - ízületek
  - mellkas
- Terhesség alatt
  - amnion
  - magzat
- plasztika
- panendoszkópia vagy tripla endoszkópia (gége, nyelőcső és légcsövek)